# Role Model (singolo)
Role Model è un singolo del rapper Eminem, pubblicato il 17 agosto 1999 come quarto estratto dal suo secondo album in studio The Slim Shady LP.

## Descrizione
La canzone è stata anche inserita nel CD bonus Stan's Mixtape, da Curtain Call: The Hits (2005).
Qui Eminem contesta la sua stessa posizione come "modello di ruolo", con versi come: "Io schiaffeggio le donne, mangio funghi e vado in overdose" e "Avvolgo una corda intorno al mio pene e salto da un albero". Inoltre ripete "non vorrai certo crescere come me", e alla fine dice "forse vuoi crescere e diventare un anticonformista, proprio come me". Pur non essendo stato pubblicato come un singolo vero e proprio, la sua versione editata e il video ebbero estesa trasmissione in radio e tv.

## Video musicale
Il video musicale offre uno spunto simile a quello per My Name Is, ma più oscuro.
Inizia con alcuni che introducono Eminem in procinto di fare una magia in stile Harry Houdini in un film muto. Altre scene mostrano Eminem nei panni di un prete, ufficiale di polizia e un personaggio da cartone animato che picchia Foghorn Leghorn.